# 河本國雄
河本 國雄（かわもと くにお、1921年 <大正10年> 8月1日 - 2011年 <平成23年> 9月25日）は、日本の経営者。第一証券社長、平和不動産社長を務めた。位階は正五位。

## 来歴・人物
東京都出身。1944年に東北帝国大学法文学部経済学科を卒業し、1945年10月に日本勧業銀行に入行した。1952年12月に日本長期信用銀行に転じ、1964年11月に第一証券専務に就任し、1966年11月には社長に昇格。1975年11月から1986年11月までに東京証券取引所副理事長を務め、1987年6月から1994年6月までに平和不動産社長を務めた。
1993年4月に勲三等瑞宝章を受章した。
2011年9月25日、前立腺がんのために死去。90歳没。死没日付をもって正五位に叙された。